# Route nationale 247
Pour les articles homonymes, voir Route 247.
La route nationale 247 était une route nationale française qui permettait la liaison entre la N 11 et l'A10 au niveau de La Crèche. Aujourd'hui dédoublée par l'A83, elle a été déclassée en route départementale 647 (date inconnue).